# هشام علوي
هشام علوي  (1979 المغرب) هو لاعب كرة قدم مغربي.